# Marcus Junius Brutus

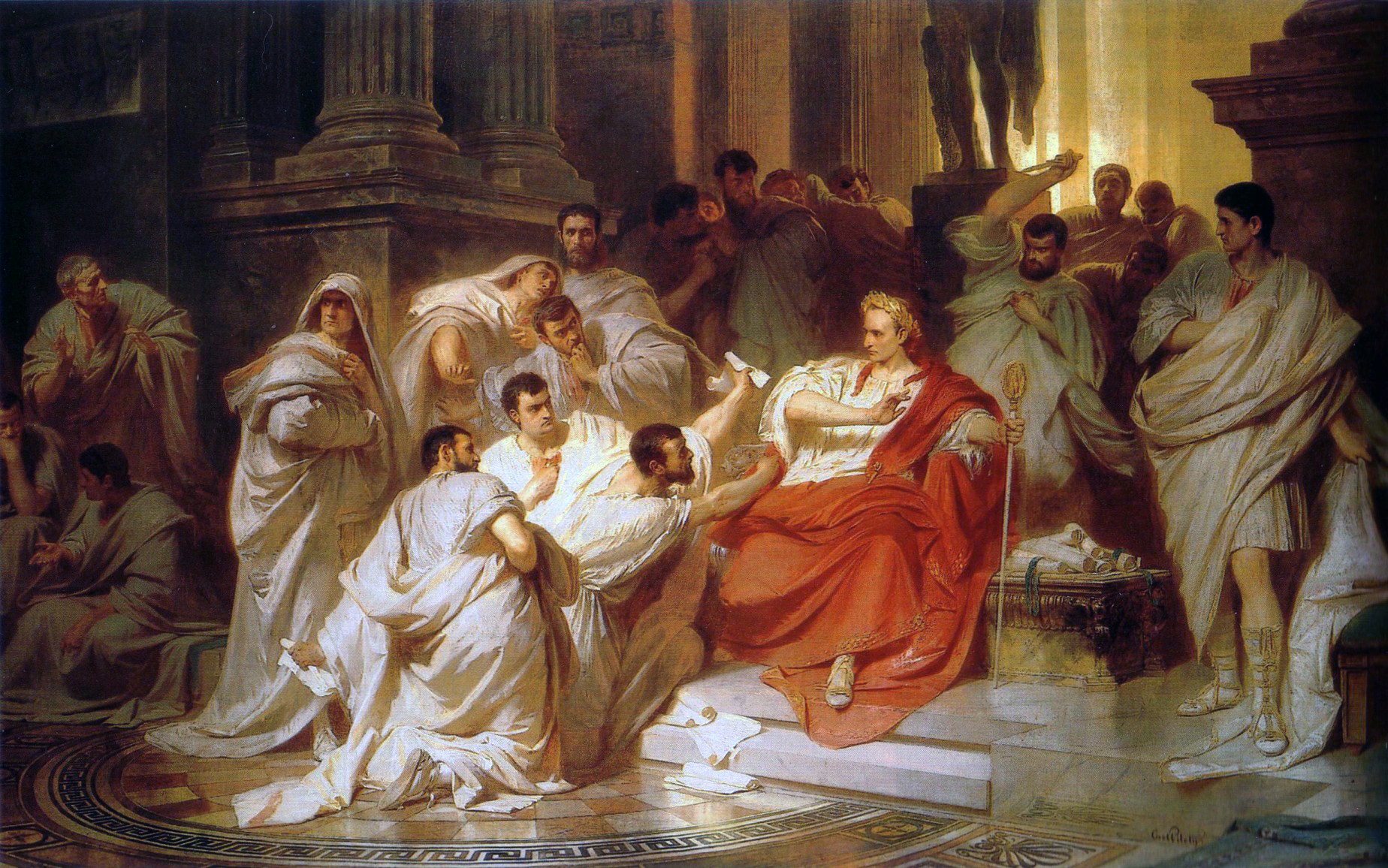
Moartea lui Caesar (pictură din secolul XIX)

Marcus Junius Brutus (începutul lunii iunie 85 î.Hr. - 23 octombrie 42 î.Hr.), adesea denumit simplu ca Brutus, a fost un politician din Republica Romană târzie. El este cel mai bine cunoscut în timpurile moderne pentru rolul său de conducător în conspirația care a dus la asasinarea lui Iulius Cezar.
S-a alăturat armatei lui Pompei împotriva lui Caesar în timpul războiului civil (49 î. Hr.)